# 대구교통공사 3000호대 전동차
대구교통공사 3000호대 전동차는 대한민국 대구 도시철도 3호선 개통과 함께 도입되어 운행 중인 대구교통공사의 모노레일 구간 입선용 통근형 전동차으로, 총 28개 편성이 반입됐다. 전 차량이 칠곡차량기지에 소속되어 있으며, 심야에 전구간 운행을 마친 3호선 열차 8개 편성은 용지역 인근의 범물주박기지에서 주박한다.현재 총 3량 28개 편성(84량)이 운행하고 있다.

## 기술 사양
일본 히타치 기업의 과좌형 모노레일 시스템을 기반으로 만들어졌다. 부산 도시철도 4호선, 인천 도시철도 2호선, 의정부경전철, 신분당선, 용인에버라인, 우이신설선, 부산김해경전철과 같이 무인 운전을 시행하고 있으며 비상시 안전을 위하여 안전요원이 항시에 탑승한다. 비상시 탈출을 위한 관통문과 스파이럴 슈터가 설치되어 있다. 강설에 대비하여 차량에 제설기, 모래살포기, 친환경 융설제등이 탑재되어있다. 또한 내장재는 모두 불연재로 제작되었다. 이것을 증명하려는 듯 권영진 대구시장이 직접 라이터로 시트에 불을 붙여보기도 했으나, 실제로 불이 붙지 않았다.
차량가격은 한량에 31억원이며 1편성 3량에 93억원이다.

## 역사
- 2015년 2월 9일 : 영업시운전 개시[7]
- 2015년 4월 23일 오후 2시 : 영업운행 개시[8]

## 편성
3량 1편성의 통근형 전동차다.
|  | ◇◇   | ◇◇   | ◇◇   |  |
|  |      |      |      |  |
|  | 31XX | 32XX | 33XX |  |
|  |      |      |      |  |
|  |      |      |      |  |

## (1차분) (2013년)
- 해당 차량 : 301~328

## 추가 도입(2차분) (2029년)
- 해당 차량 : 329~330

2029년 대구 도시철도 3호선 첨단복합단지 연장 개통과 함께 영업에 투입될 예정이다. 3량 2개 편성(6량)이 도입될 예정이다.
그러나 모노레일 차량 추가 도입에 어려움을 겪을 가능성이 높다. 일본 히타치 기업(이하 '히타치')이 강화된 한국의 철도 차량 안전기준을 충족하려면 사업성이 떨어진다면서 더 이상 한국에 모노레일 차량을 수출할 의사가 없다는 입장을 표명하였기 때문이다. 대구교통공사에서는 차량 형식 승인 시 발생하는 모든 비용을 차량 가격에 전가하는 것을 염두에 두고 견적만이라도 내달라고 요청했지만 이마저도 히타치에서 거부 의사를 표명했기 때문에 더 이상의 설득 시도가 무의미하다고 판단하였다. 히타치에서는 차량 형식 승인에 대한 면제 없이는 모노레일 차량 공급을 할 수 없다고 대구교통공사에 통보하였으며, 이러한 이유 때문에 실제로 대구 도시철도 4호선(舊 엑스코선)의 차량 계획이 모노레일에서 철제차륜 AGT로 변경되었다고 한다.

## 배속
- 301~328편성 : 칠곡차량사업소, 3량

## 현재 운행구간
- ● 대구 도시철도 3호선 : 칠곡경대병원 - 용지

## 현황
현재 운행 중인 차량은 굵은 글씨로 표시했다.
| 차호     | 도입 시기 | 운행 중단 시기 | 비고                                                                      |
| -------- | --------- | -------------- | ------------------------------------------------------------------------- |
| 301 편성 | 2013년    | 운행 중        | 히타치 제작소에서 제작했다.                                               |
| 302 편성 | 2013년    | 운행 중        |                                                                           |
| 303 편성 | 2013년    | 운행 중        |                                                                           |
| 304 편성 | 2013년    | 운행 중        |                                                                           |
| 305 편성 | 2013년    | 운행 중        |                                                                           |
| 306 편성 | 2013년    | 운행 중        | 차내 LED 전광판이 LCD 안내기로 교체됐다.                                  |
| 307 편성 | 2013년    | 운행 중        |                                                                           |
| 308 편성 | 2013년    | 운행 중        |                                                                           |
| 309 편성 | 2013년    | 운행 중        |                                                                           |
| 310 편성 | 2013년    | 운행 중        |                                                                           |
| 311 편성 | 2013년    | 운행 중        |                                                                           |
| 312 편성 | 2013년    | 운행 중        |                                                                           |
| 313 편성 | 2013년    | 운행 중        |                                                                           |
| 314 편성 | 2013년    | 운행 중        |                                                                           |
| 315 편성 | 2013년    | 운행 중        |                                                                           |
| 316 편성 | 2013년    | 운행 중        |                                                                           |
| 317 편성 | 2013년    | 운행 중        |                                                                           |
| 318 편성 | 2013년    | 운행 중        |                                                                           |
| 319 편성 | 2013년    | 운행 중        |                                                                           |
| 320 편성 | 2013년    | 운행 중        |                                                                           |
| 321 편성 | 2013년    | 운행 중        |                                                                           |
| 322 편성 | 2013년    | 운행 중        |                                                                           |
| 323 편성 | 2013년    | 운행 중        |                                                                           |
| 324 편성 | 2013년    | 운행 중        |                                                                           |
| 325 편성 | 2013년    | 운행 중        |                                                                           |
| 326 편성 | 2013년    | 운행 중        |                                                                           |
| 327 편성 | 2013년    | 운행 중        |                                                                           |
| 328 편성 | 2013년    | 운행 중        |                                                                           |
| 329 편성 | 2029년    | 도입 예정      | 2029년 대구 도시철도 3호선 첨단복합단지 연장 개통과 함께 도입될 예정이다. |
| 330 편성 | 2029년    | 도입 예정      | 2029년 대구 도시철도 3호선 첨단복합단지 연장 개통과 함께 도입될 예정이다. |

## 차종

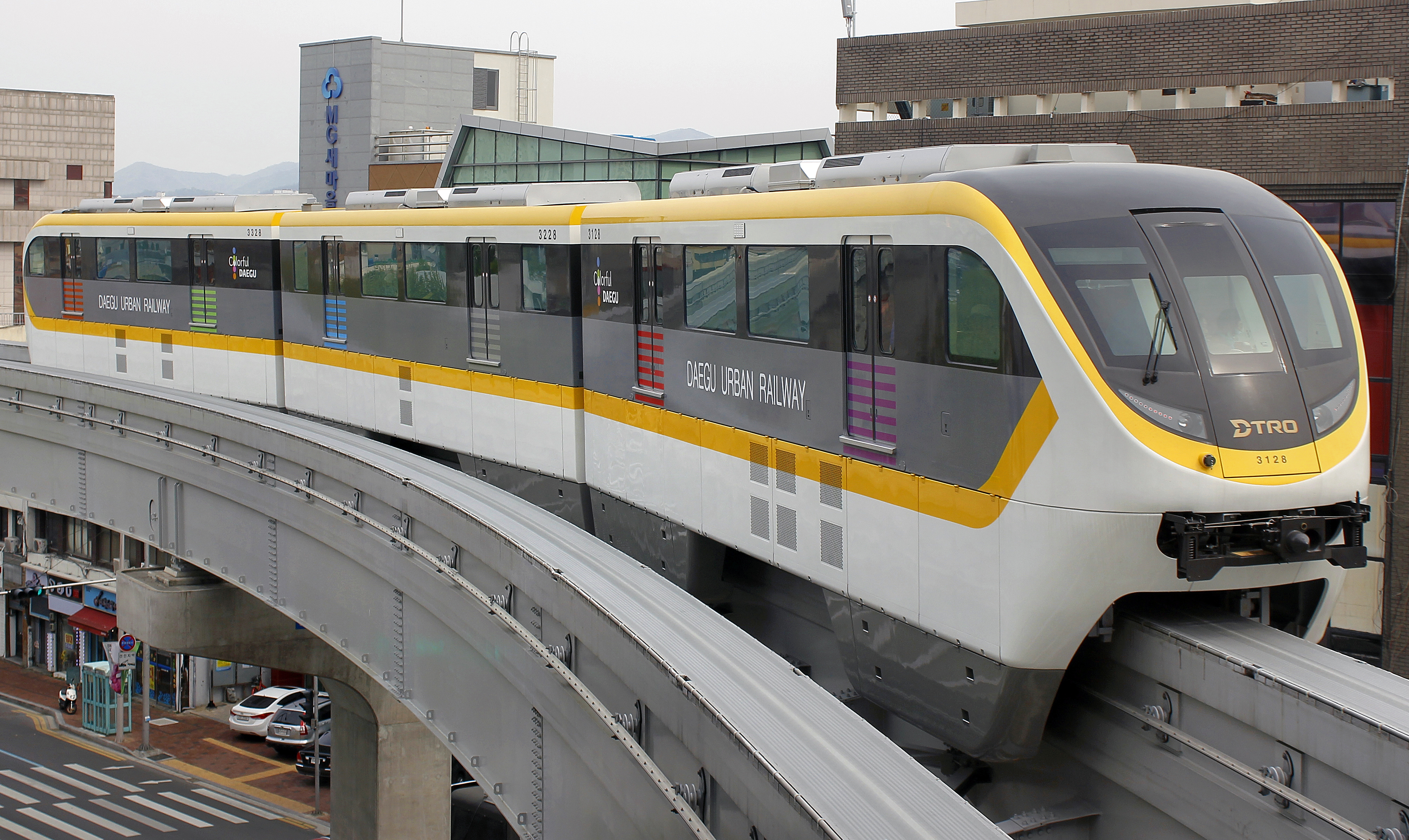
후기형 차량

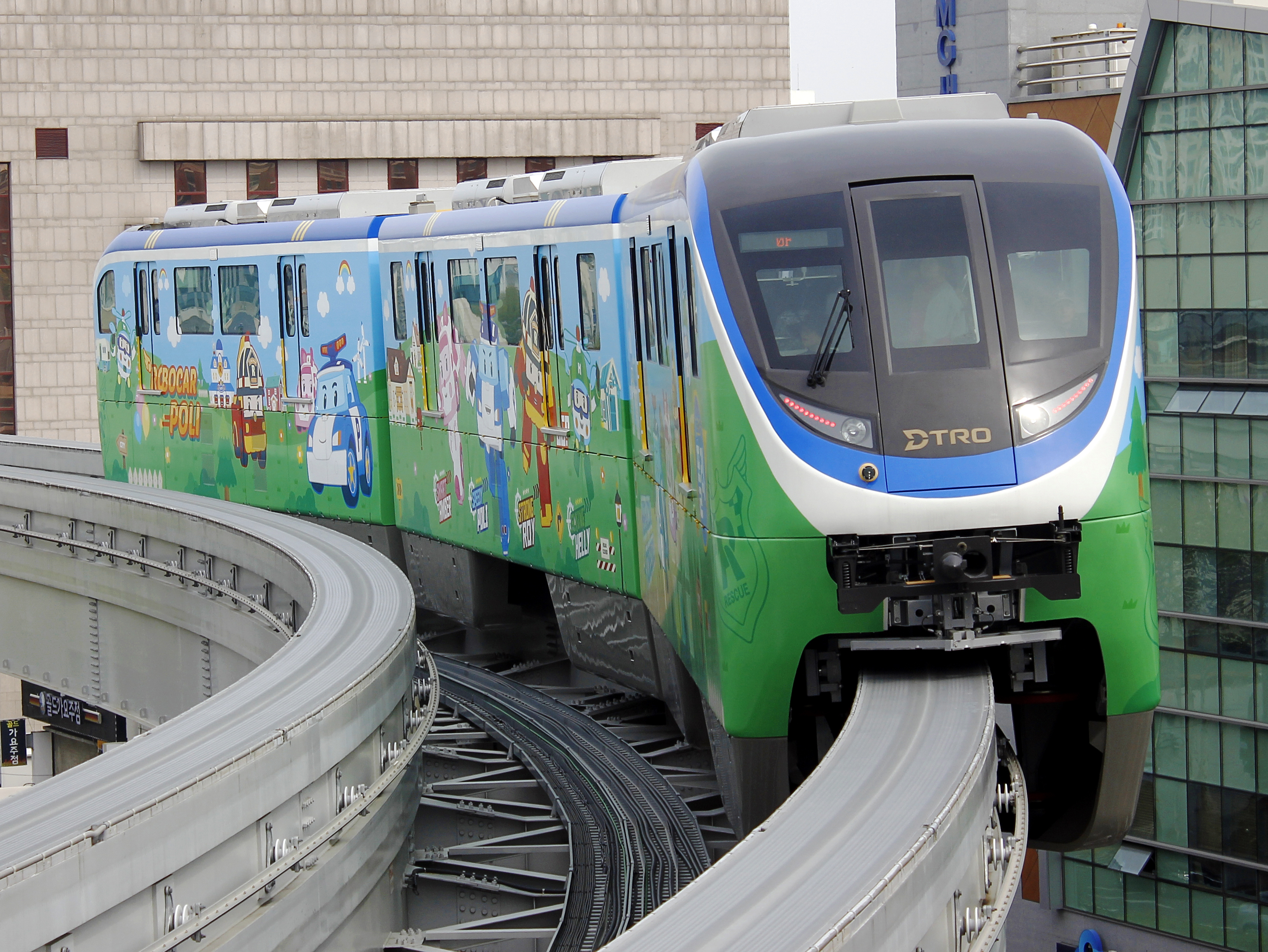
어린이 테마 열차

전기형과 후기형으로 나뉜다. 두 차량 간에 측면 도색 외의 차이는 없다. 전기형은 창문 아래의 도색이 노란색, 후기형은 회색이다. 어린이 테마 열차로 내외부를 로보카 폴리로 래핑한 열차 2개 편성이 운행 중이다. 또한 여러 업체들과 광고협의를 체결하여 '달리는 광고판'역할을 하고있다.
301편성을 히타치 제작소에서 직접 제작했으며, 301편성을 대한민국으로 들여와서 나머지 편성을 우진산전이 라이선스 생산했다.

## 같이 보기
- 대구 도시철도 3호선
- 대구교통공사 1000호대 전동차
- 대구교통공사 2000호대 전동차